# 卡尔帕蒂·卡罗伊
卡尔帕蒂·卡罗伊（匈牙利語：Kárpáti Károly，1906年7月2日—1996年9月23日），匈牙利男子摔跤运动员。他曾代表匈牙利参加1928年、1932年和1936年夏季奥林匹克运动会摔跤比赛，共获得一枚金牌和一枚银牌。